# 대곡천 (울산)
대곡천(大谷川)은 울산광역시 울주군 두서면 내와리의 탑골샘에서 발원하여 동쪽으로 흐르다가 남쪽으로 흘러 울주군 범서읍 사연리의 태화강으로 흘러드는 하천이다. 태화강의 본류이다. 이 하천 앞에 천전리각석과 반구대 암각화가 있다.
2011년 10월 4일 국보 제285호 반구대 암각화 앞의 이 강에 녹조 현상이 나타났다. 2012년 5월 4일 이 강 부근의 반구대암각화의 주변 지형이 바뀌어도 유네스코 세계문화유산 등재가 가능하다는 의견이 제시되었다.

## 같이 보기
- 울주 천전리 각석
- 울주 대곡리 반구대 암각화
- 울산대곡박물관